# Astragalus pallasii
Astragalus pallasii là một loài thực vật có hoa trong họ Đậu. Loài này được Spreng. miêu tả khoa học đầu tiên năm 1807.